# Chris Evans (fútbol americano)
Chris Evans (Indianapolis, Indiana, 5 de octubre de 1997) es un jugador profesional estadounidense de fútbol americano que se desempeña en la posición de running back en Cincinnati Bengals, equipo de la National Football League (NFL).

## Carrera
Fue seleccionado en la sexta ronda en la Reunión Anual de Selección de Jugadores de la NFL de 2021. Hizo su debut profesional con el equipo Cincinnati Bengals, donde lleva jugando tres temporadas.